# Juliette Gordon Low
Pour les articles homonymes, voir Gordon et Low.
Juliette Gordon Low (31 octobre 1860 - 17 janvier 1927) est la fondatrice des Girl Scouts of the USA. Inspirée par le travail de Lord Baden-Powell, le fondateur des scouts masculins, Juliette Low Gordon rejoint le Girl Guide en Angleterre, formant un groupe de Guides féminines en Grande-Bretagne en 1911. En 1912, elle rentre aux États-Unis, et établit la première troupe féminine à Savannah en Géorgie. En 1915, les United States' Girld Guides deviennent les Girl Scouts et Low est leur première présidente. Elle reste active dans le mouvement jusque sa mort.
Son anniversaire le 31 octobre est célébré par les Girl Scouts comme « journée de la fondatrice ».

## Enfance et éducation
Juliette Magill Kinzie Gordon est née le 31 octobre 1860 à Savannah, en Géorgie. Elle est nommée d'après sa grand-mère, Juliette Augusta Magill Kinzie (en), et surnommée Daisy, un sobriquet à l'époque, par son oncle,. Elle est la deuxième des six enfants de William Washington Gordon II (en), un courtier en coton pour l'entreprise Tison & Gordon, renommée plus tard W. W. Gordon & Company, et d'Eleanor "Nellie" Lytle Kinzie, une écrivain dont la famille a joué un rôle dans la fondation de la ville de Chicago,.
Six mois après sa naissance, son père a rejoint les États Confédérés de l'Armée pour combattre dans la Guerre de Sécession. En 1864, en raison de la proximité des troupes de l'Union de Savannah, elle déménage avec sa mère et ses deux sœurs à Thunderbolt, en Géorgie. Après la victoire de l'Union à Savannah la même année, sa famille reçoit de nombreuses visites du Général William T. Sherman, qui est un ami de son oncle. Sherman organise une escorte pour emmener la famille à Chicago en mars 1865. En arrivant à Chicago, Gordon Low tombe malade de la fièvre cérébrale, même si elle finit par récupérer sans complications graves. Quelques mois plus tard, après la proclamation d'amnistie du président Andrew Johnson, son père les fait revenir à Savannah.
Durant l'enfance, Gordon Low est accidentogène, et elle souffre de nombreuses blessures et maladies. En 1866, sa mère indique dans une lettre que « Marguerite est tombée de son lit sur sa tête, comme d'habitude... ». Cette année-là, elle se casse deux doigts si sévèrement que ses parents pensent à la faire amputer. Elle subit également de fréquents maux d'oreilles et des épisodes récurrents de paludisme.
Gordon Low passe plus temps à se consacrer à l'art et à la poésie qu'au travail scolaire. Elle écrit et joue des pièces de théâtre, et elle lance un journal avec ses cousins appelé The Malbone Bouquet, qui présente quelques-uns de ses premiers poèmes. Elle fonde un club avec ses cousins dans l'objectif d'aider les autres. The Helpful Hands Club apprend à coudre, et essaie de faire des vêtements pour les enfants d'immigrés italiens. On la surnomme « Crazy Daisy » dans sa famille et parmi ses amis, à cause de ses excentricités. Sa cousine Caroline la décrit en ces termes : « Vous ne saviez jamais ce qu'elle allait faire ensuite, elle faisait toujours ce qu'elle voulait. ».

### Éducation
Les parents de Gordon Low l'élèvent dans les valeurs traditionnelles du Sud, soulignant l'importance du devoir, de l'obéissance, de la loyauté et du respect. A l'âge de 12 ans, elle entre en internat, changeant à plusieurs reprises d'internats dont celui de l'école de Miss Emmett dans le New Jersey, la Virginia Female Institut, la Edgehill School, et les Mademsoiselles Charbonniers, une école française à New York. Tout en étudiant à Edgehill, elle rejoint le groupe secret Theta Tau (basé sur la sororité du même nom), où les membres tiennent des réunions et gagnent des badges. En 1880, à la fin du pensionnat, Gordon Low prend des cours de peinture à New York. Parmi ses enseignants, on trouve Robert Walter Weir, un éminent peintre de paysages.

## Vie personnelle

### Mariage
Après la mort de sa sœur Alice en 1880, Gordon Low revient à Savannah pour s'occuper de la maison pendant que sa mère fait son deuil.  Au cours de cette période, elle rencontre William Mackay Low, le fils d'un ami de la famille, et ils commencent à se courtiser dans le secret. William Low quitte Savannah pour aller étudier à l'Université d'Oxford, et ils ne se revoient pas pendant près de trois ans, jusqu'en 1884. Gordon Low voyage en l'Europe pendant leur séparation, et elle apprend alors plusieurs nouvelles compétences, y compris la sténographie, la monte à cru, et la chasse à la perdrix. Fin 1885, William Low la demande en mariage.
Les noces des Low à Savannah ont lieu lors de l'anniversaire de mariage de ses parents, le 21 décembre 1886. Le couple passe leur lune de miel à Saint Catherine Island près de Savannah puis ils louent deux propriétés, une à Londres et une en Écosse, passant la saison à Londres, et la saison de chasse en Écosse. Ils passent beaucoup de temps lors de leurs deux premières années de leur mariage loin l'un de l'autre, en raison des problèmes médicaux de Gordon Low et des longs voyages de chasse et de jeu de son époux. Les longues séparations, combiné avec l'incapacité de Gordon Low d'avoir des enfants, a provoqué des tensions dans leur relation.
Gordon Low passe son temps à peindre, et elle apprend le travail du bois et la métallurgie. Elle conçoit et construit des portes en fer pour sa maison du Warwickshire. Elle organise de nombreux événements et fêtes chez elle et reçoit la visite de S.A.R. Albert Edward, le Prince de Galles, qui est un ami de son mari, et Rudyard Kipling, dont la femme a un lien de parenté avec sa mère. Elle consacre son temps à des œuvres de charité, bien que son mari y soit opposé. Elle rend régulièrement visite à une femme souffrant de le lèpre, nourrit et soigne les pauvres dans un village voisin, et rejoint le local de soins infirmiers de l'association.

### La séparation
En 1895, Gordon Low est de plus en plus malheureuse dans son couple. Elle passe rarement du temps seule avec son mari, qui devient distant et commence à avoir des maîtresses et à boire beaucoup.
En 1901, Anna Ponts Bateman, la veuve de Sir Hugh Alleyne Saceverell-Bateman, est invitée à la maison des Low en Écosse. Gordon Low découvre alors que son mari la trompe avec Bateman et quitte le domicile familial pour aller vivre chez des amis. Elle craint de divorcer et envoie donc un télégramme à son époux, lui demandant d'attendre un an avant de prendre une décision finale. Bien qu'au départ, il ne veuille pas d'un divorce ou d'une séparation, il écrit à Gordon Low un an plus tard pour lui demander de vivre séparé de façon permanente, ce qu'elle accepte.
L'époux de Gordon Low commence à refuser de lui donner sa rente mensuelle sauf si elle accepte de divorcer. Après avoir parlé à un avocat, elle apprend que pour qu'un divorce soit prononcé, elle doit prouver l'adultère et la désertion, ou l'adultère et la cruauté. Dans le cas de l'adultère, Bateman doit être nommée, ce qui aurait des répercussions sociales pour toutes les parties concernées. Cela entraîne donc un ralentissement considérable de la procédure de divorce.
À la fin de 1902, Gordon Low reçoit de l'argent de son mari pour la première fois en deux ans. Elle l'utilise avec ses économies pour louer une maison à Londres. Son mari accepte un partage des biens, lui léguant 2 500 livres par an, la maison de Savannah et des actions et des bien immobiliers. Cette même année, elle achète sa maison de Londres ainsi que celle d'à côté qu'elle loue.
Après l'accident vasculaire cérébral de son époux, Gordon Low met le divorce en arrêt temporaire. Elle estime qu'il est mal élevé de demander le divorce alors qu'il ne peut pas se défendre lui-même ; la procédure reprend en janvier 1905, lorsque son état s'améliore. William Low meurt d'une crise d'épilepsie en juin 1905, avant que le divorce ne soit finalisé. Après les funérailles, il est révélé qu'il laisse presque tout Bateman, et qu'il a retiré son partage des biens de 1903. Les sœurs de William Low sœurs contestent sa volonté, avec le soutien de Juliette Gordon Low. Elle reçoit finalement une somme d'argent, la petite maison de Savannah avec ses terres environnantes, et des actions et des valeurs immobilières.

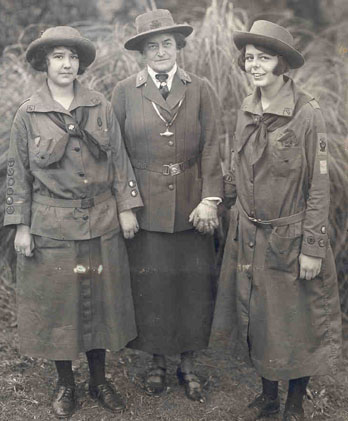
Juliette Gordon Low (centre) debout avec deux éclaireuses, Robertine McClendon (à gauche) et Helen Ross (à droite)

## Girl Guides
Après la mort de son mari en 1905, Gordon Low voyage, prend des cours de sculpture et continue de participer à des actions de charité, cherchant dans le même temps un projet où concentrer son temps et ses compétences,. En mai 1911, elle rencontre Sir Robert Baden-Powell lors d'une soirée, et est inspiré par ses Boy Scouts, un programme qu'il a créé. À l'époque, les Scouts ont près de 40 000 membres en Europe et aux États-Unis. Il souligne l'importance de la préparation militaire et du plaisir, deux valeurs qu'elle apprécie. Gordon Low et Baden-Powell est deviennent des amis proches, et passent beaucoup de temps ensemble au cours des années suivantes.
En août 1911, Gordon Low s'implique dans l'organisation des Girl Guides, une émanation des Boy Scouts pour les filles dirigée par Agnès Baden-Powell, la sœur de Sir Robert Baden Powell. Elle forme une patrouille de Girl Guides à proximité de son domicile en Écosse, où elle encourage les filles à devenir autosuffisante en apprenant à filer la laine et prendre soin des animaux. Elle enseigne également la création de nœuds, comment lire une carte, le tricot, la cuisine, et les premiers soins, et ses amis dans l'armée enseignent aux filles le défilé militaire, la transmission d'informations et le camping. Elle organise deux nouvelles patrouilles de Girl Guides à Londres, à l'hiver 1911.

### Début de l'American Girl Guides
En 1912, Gordon Low et Baden-Powell retournent aux États-Unis pour propager le mouvement scout. Elle espère pouvoir monter une branche dans sa ville natale, Savannah, comme moyen pour aider les filles à apprendre des compétences pratiques et acquérir une certaine indépendance. À son arrivée, elle fait appel à sa cousine Nina Pape, un éducatrice, en lui disant : « J'ai quelque chose pour les filles de Savannah et pour toute l'Amérique, et pour le monde entier, et nous allons commencer ce soir. ». Peu de temps après en mars 1912, Gordon Low forme les deux premières patrouilles des American Girl Guides  avec dix-huit filles.
Les débuts des Girl Guides aux États-Unis est due aux liens sociaux de Gordon Low, utile dans le recrutement de nouvelles membres et dirigeantes. Elle fait paraître des annonces dans les journaux et magazines et recrute dans sa famille et parmi ses amies,. Baden-Powell la met en contact avec des personnes intéressées, y compris Louise Carnegie. Après la présentation des premières troupes Américaines, elle se décrit comme « profondément ancrées avec les Girl Guides » et dès l'année suivante, elle publie le premier manuel des American Girl Guide, intitulé How Girls Can Help Their Country, basé sur Scouting for Boys de Robert Baden-Powell et de How Girls Can Help to Build Up the Empire par Agnès Baden-Powell.
Gordon Low établit le premier siège dans une ancienne maison de transport, derrière la maison qu'elle a héritée de son mari à Savannah. Le siège contient des salles de réunion pour les patrouilles locales et le terrain extérieur est utilisé pour la marche, les exercices de signalisation et le sport, notamment le basket-ball. Edmund Strudwick Nash, qui loue la maison principale de Gordon Low, offre de payer le loyer de la maison de transport pour devenir un des premiers bienfaiteurs des American Girl Guides. Son fils, Ogden Nash, a immortalisé « La maison de madame Low », dans un de ses poèmes.
Gordon Low voyage le long de la côte est du pays pour propager le scoutisme au féminin à d'autres communauté avant de rentrer à Savannah pour rencontre le Président Taft, qui lui rend visite chez elle. Elle espère convaincre Taft que sa fille Helen doit devenir une patrouilleuse en chef pour les Girl Guides, mais elle échoue.

## American Girl Scouts
De nombreuses organisations concurrentes pour les filles, se prétendant plus proches du mouvement scout masculin se formant, Gordon Low pense alors qu'obtenir le soutien de personnalités permettra de légitimer son organisation et la faire devenir officiellement l'organisation sœur des Boy Scouts. Sa plus grande rivale fut l'organisation Camp Fire USA, qui est formée en partie par James E. West, le directeur des Boy Scouts of America, et un fervent partisan d'un strict partage des rôles genrés. En mars 1912, Gordon Low écrit aux Camp Fire Girls pour les inviter à se fondre dans les Girl Guides mais elles refusent malgré la demande de Baden-Powell. West considère que bon nombre d'activités proposées par les Girl Guides sont inappropriées au genre féminin, et il craint que le public ne questionne la masculinité des Boy Scouts s'ils participent à des activités similaires.

### Renommage de l'organisation
Bien que les Girl Guides soient de plus en plus nombreuses, les rangs des Camp Fire Girl grossissent plus rapidement, de sorte que Gordon Low décide de partir en Angleterre chercher des conseils chez les Girl Guides britanniques. Quand elle rentre en Amérique en 1913, elle a un plan pour diffuser le guidisme féminin à l'échelle nationale en changeant le nom de Girl Guides en Girl Scouts, établissant un siège national et recrutant des chefs hors de la Géorgie. À son retour à Savannah, elle apprend que les Savannah Girl Guides se sont déjà renommées les Girl Scouts parce que « scouts » leur rappellent leurs ancêtres pionniers. West s'oppose au changement de nom, qui banalise alors le nom de scout et entraînerait ses anciens Scouts à quitter son organisation. Baden-Powell offre son soutien à Gordon Low sur l'utilisation du terme scout, bien qu'il préfère le terme de guide pour les British Girl Guides.
En 1913, Gordon Low configure le siège national des Girl Scouts à Washington DC, et embauche son amie Edith Johnston pour être la Secrétaire exécutive nationale. Le siège national sert de « distributeur central d'informations » pour le scoutisme féminin, ainsi que le lieu où les jeunes filles peuvent acheter leurs badges et la nouvelle édition du manuel, How Girls Can Help Their Country.
Gordon Low recrute les dirigeants et les membres dans divers États, et discute avec le plus de groupes possible. Dans le même temps, elle conçoit et brevette l'insigne en forme de trèfle, bien que Weest prétende que le trèfle appartient aux Boy Scouts et les Girls Scouts n'ont aucun droit de l'utiliser. Elle retourne à Londres à l'été, où elle rencontre le Roi George V et Reine Mary de Teck, et reçoit le Girl Guide Thanks Badge des mains de la Princesse Louise pour sa promotion du guidisme.
Gordon Bas forme aussi un Comité d'Honneur des Girl Scouts et y élit ses amis et sa famille. Grâce à ses connaissances, elle réussit à convaincre Susan Ludlow Parish, la marraine d'Eleanor Roosevelt ; Mina Miller Edison, l'épouse de Thomas Edison et Bertha Woodward, la femme du chef de la majorité à la Chambre des représentants pour devenir les patrons. Bien qu'elle reçoive de nombreux soutiens, Gordon Low finance toujours la plupart des dépenses des Girl Scouts elle-même.

### Première Guerre mondiale
Au début de la Première Guerre mondiale, Gordon Low loue le château de Menzies en Écosse et laisse une famille de Belges réfugiés y vivre temporairement.
Le 13 février 1915, elle prend le chemin du retour vers les États-Unis sur le RMS Lusitania. À son arrivée, elle continue son travail pour les Girl Scouts. À l'époque, l'organisation a 73 patrons et plus de 2 400 membres inscrits. Gordon Low décide de renforcer l'organisation centrale des éclaireuses par l'écriture d'une nouvelle constitution, qui forme un comité exécutif et un Conseil national. Elle tient la première réunion du Conseil national sous le nouveau nom, Girl Scouts, Inc. le 10 juin 1915, et est élue en tant que première présidente de l'organisation,.
Les Girl Scouts grossissent après l'entrée des États-Unis dans la Première Guerre mondiale. Gordon Low fait de la publicité aux Girl Scouts à travers des journaux, des magazines, des événements et des films. En 1916, elle déménage le siège des Girl Scouts de Washington D.C. à New York. La même année, Gordon Low retourne en Angleterre pour recueillir des fonds pour ouvrir une maison pour les parents de soldats blessés, où elle est volontaire trois nuits par semaine.
En réponse au programme de prudence adopté par la United States Food Administration dans le but d'enseigner aux femmes comment conserver les aliments, les Girl Scouts de Washington, DC commencent à cultiver et à récolter leur propre nourriture et à mettre en conserve les produits périssables. Herbert Hoover écrit à Gordon Low, la remerciant pour sa contribution aux Girl Scouts et exprimant l'espoir que d'autres groupes suivraient. Elle répond en organisant des groupes de Girl Scouts pour aider la Croix-Rouge en faisant des pansements chirurgicaux et en tricotant des vêtements pour les soldats. Elles recueillent aussi de l'étoupe, balaient les locaux de travail, créent des albums pour les soldats blessés, et font des bougies sans fumée pour les soldats dans les tranchées pour chauffer leurs aliments.
À la fin de 1917, Gordon Low convainc Lou Henry Hoover de devenir la vice-présidente nationale des Girl Scouts, et Edith Bolling Galt Wilson, la deuxième femme du président Woodrow Wilson de devenir la Présidente d'Honneur des Girl Scouts.

### L'expansion internationale
Après la Première Guerre mondiale, l'intérêt pour les Girl Guides va croissant dans de nombreux pays. En réponse, Olave Baden-Powell, la Chef des Guides, crée le Conseil International des Guides et Scouts féminines comme moyen pour réunir les différentes communautés de Guides et de Scouts à travers le monde. La première réunion a eu lieu au siège des Girl Guides à Londres, et Gordon Low y participe en tant que représentante des États-Unis.
Gordon Low démissionne de son poste de présidente nationale des Girl Scouts en 1920, de sorte qu'elle puisse consacrer davantage de son temps à la promotion de guidisme et du scoutisme à l'échelle internationale. Elle assiste à des réunions du Conseil International, et paie le voyage des délégués étrangers, de sorte qu'ils soient en mesure d'y assister. Elle aide également Olave Baden-Powell avec la conversion de 65 acres de terre en terrain de camping pour les Girl Guides. Gordon Low meuble un bungalow près de la maison principale et le nomme « Le Lien ». Le nom est destiné à signifier le lien entre les British Girl Guides et l'American Girl Scouts.
Bien qu'elle ne soit plus présidente, elle reste active dans l'organisation. Elle travaille et apparaît dans The Golden Eaglet, le premier film sur le scoutisme féminin. Lors d'une campagne de collecte de fonds à New York pendant la Girl Scout Week, Gordon Low lance des brochures sur une foule de personnes depuis un avion. Le 31 octobre de cette même année, les Girl Scouts célèbrent la première Journée de la Fondatrice, une journée pour célébrer Gordon Low et ses réalisations. En 1922, la convention des Girl Scouts a lieu dans la ville de Gordon Low, Savannah. Elle aide à planifier et à organiser la convention par la location d'une salle de spectacle, la planification des apparitions par des athlètes professionnels, du maire, et du surintendant de l'école, et l'embauche d'une société de production de films. Après la convention de 1922, elle commence à planifier Cloudlands, un endroit où faire du camping en Géorgie, conçu pour entraîner les dirigeantes et les membres toutes ensemble. Cloudlands fut plus tard rebaptisé Camp Juliette Low.

## Cancer du sein et mort

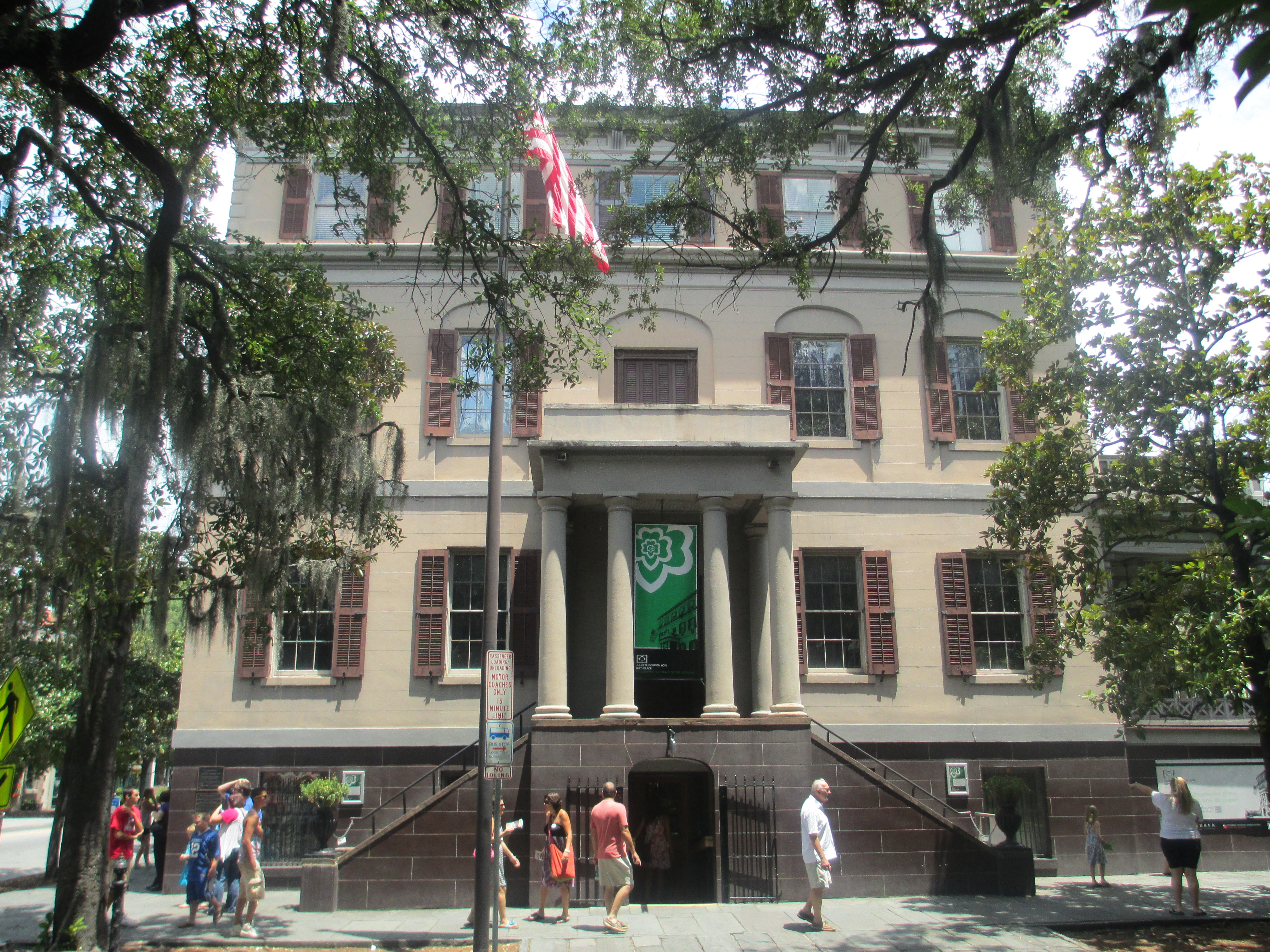
La maison d'enfance de Juliette Gordon Low à Savannah, en Géorgie, est ouvert aux visiteurs

Gordon Low développe un cancer du sein en 1923, mais garde le secret. Elle attrape la grippe après une opération pour retirer les tumeurs malignes et doit rester aliter jusqu'en février 1924. Après sa récupération, elle reprend son travail avec l'American Girl Scouts et le Conseil International. Elle a secrètement deux autres opérations pour tenter de guérir son cancer du sein, mais finit par apprendre en 1925 qu'il lui reste environ six mois à vivre. Elle continue de travailler pour les Girl Scouts, et fait même un écart lors de ses semaines de récupération après son opération pour venir tenir un discours à la conférence régionale de Richmond.
Gordon Low voyage à Liverpool, où le Dr William Blair-Bell développe à ce moment-là un traitement contre le cancer du sein. Gordon Low l'essaie, une intraveineuse contenant une solution colloïdale de plomb. Le traitement échoue, et elle passe son 66e anniversaire à combattre une intoxication au plomb. Elle retourne aux États-Unis voir son médecin, qui l'informe qu'il lui reste peu de temps à vivre. Elle se dirige vers sa maison de Savannah, où elle passe ses derniers mois.
Gordon Low meurt à Savannah le 17 janvier 1927, à l'âge de 66 ans. Une garde d'honneur de Scouts escorte son cercueil lors de ses funérailles à l'Église du Christ le jour suivant. 250 Girl Scouts quittent l'école plus tôt ce jour-là pour assister à ses funérailles et à l'inhumation au cimetière de Laurel Grove. Gordon Low est enterrée à son uniforme de Girl Scouts avec une note dans sa poche, précisant que « Vous n'êtes pas seulement la première Girl Scout, mais la meilleure Girl Scout ». Sur sa pierre tombale, on peut lire : « Maintenant demeure de la foi, l'espérance et l'amour, mais la plus grande d'entre elles est l'amour. ».

## Héritage

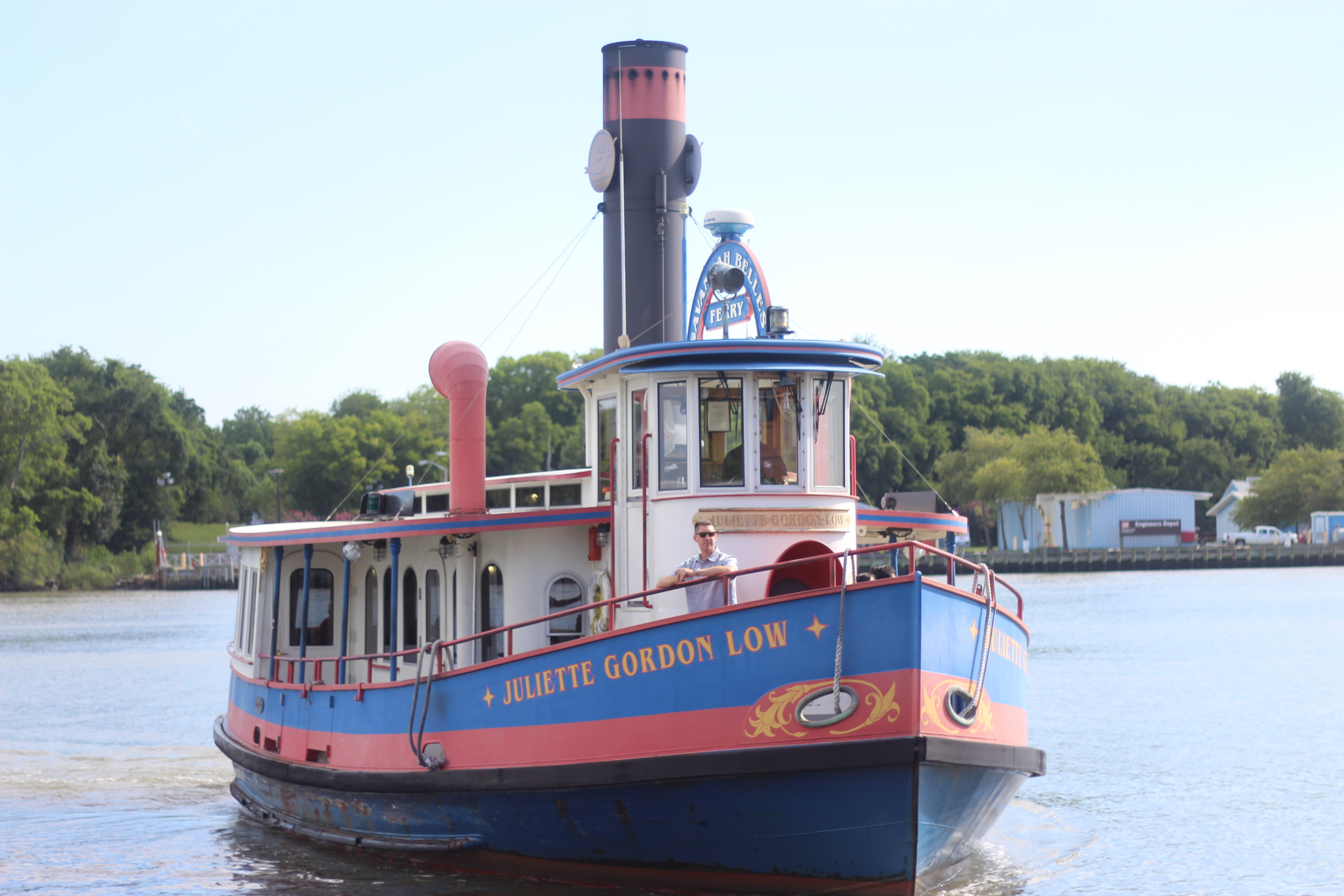
Savannah Belles Ferry à Savannah, en Géorgie.

En 1948, un timbre-poste honorant Gordon Low, Scott catalogue numéro 974, est émis par les États-Unis. Plus de 63 millions d'exemplaires sont imprimés, ce qui en fait un timbre commun au momet où l'United States Postal Service a pour politique de ne pas honorer les organisations civiques. L'idée vient du Congrès, avec l'approbation du Président Harry S. Truman. (Le Nationa Postal Museum suggère que le fait que Bess Truman soit présidente d'honneur des Girl Scouts ait joué sur les choix de son époux).
La maison de Juliette Gordon Low est visitée par les Girl Scouts. En 1965, son lieu de naissance est répertorié comme un site historique national.
Gordon Low fait également don de sept acres de parc à Savannah qui porte son nom. Le parc (à l'origine une partie de la ferme familiale) est le centre de longues disputes entre les résidents du quartier de Gordonston et les non-résidents pour savoir si le parc fut donné aux habitants de Gordonston, ou pour tous les habitants de Savannah en général, le désaccord touchant même le nom du parc,.
Elle entre au National Women's Hall of Fame en 1979.
Le 29 mai 2012, pour le centenaire de la fondation des Girl Scouts, Grdon Low est honorée de la Médaille présidentielle de la Liberté.
Les Girl Scouts célèbre Juliette Gordon Low le 31 octobre de chaque année comme « Journée de la Fondatrice ».
En 1999, la ville de Savannah nomme ses ferries de la Savannah Belles Ferry d'après cinq femmes notables de Savannah, y compris Juliette Gordon Low.
En 2016, le trail des Girl Scouts honorant Juliette Gordon Low est créé par une jeune Scoute pour son projet pour obtenir le Golden Awward. Le sentier se situe dans Westwinds Metropark, à Holland, en Ohio.